# 장명서
장명서(1994년 9월 9일 ~)는 대한민국의 국악인이다. 2018년 노래 '대나무숲'으로 데뷔했다.

## 방송
- 트로트의 민족 (2020) - Top8(6위)

## 음반
- 2018 국악창작곡 개발 - 제 12회 21c 한국 음악프로젝트 (2018)
- 새로운 국악의 세계 아우름 소리 (SCMP) (2019)
- 트로트의 민족 1라운드 베스트 Part.3 (2020)
- 트로트의 민족 3라운드 베스트 Part.2 (2020)
- 트로트의 민족 4라운드/준결승 베스트 (2020)

## 공연
- 2018 신진국악실험무대 별난 소리판 (2018)